# Catharsius chinai
Catharsius chinai е вид бръмбар от семейство Листороги бръмбари (Scarabaeidae). Видът не е застрашен от изчезване.

## Разпространение
Разпространен е в Етиопия, Кения и Танзания.